# Ixchiguán
Ixchiguán è un comune del Guatemala facente parte del dipartimento di San Marcos.
L'abitato venne fondato intorno al 1750 da un gruppo di allevatori di ovini provenienti da Tajumulco che decisero di stabilirsi nella zona per la presenza di buoni pascoli. Il comune venne istituito il 9 agosto 1933.